# The Queen's College (Oxford)
El Queen’s College, fundado en 1341, es uno de los colleges que constituyen la Universidad de Oxford en Inglaterra. El Queen’s se encuentra situado en la parte central de High Street, y es famoso por su arquitectura del siglo XVIII. El college tuvo un presupuesto estimado en 131 millones de libras en el año 2006.

## Historia
El colegio fue fundado en 1341 como "Salón de los eruditos de la reina de Oxford" ("Hall of the Queen's scholars of Oxford") por Robert de Eglesfield (d'Eglesfield), capellán a la reina Felipa de Henao (la esposa del rey Eduardo III de Inglaterra), en honor a la cual fue nombrada. Cabe señalar que si bien el nombre de Queens' College (Cambridge) es plural, el de Oxford es singular. El escudo de armas con tres águilas rojas sobre fondo blanco está inspirado en el apellido del capellán. La magnífica fachada fue diseñada por Nicholas Hawksmoor, y forma parte de una reconstrucción parcial llevada a cabo en el siglo XVIII en la que además se construyó la impresionante biblioteca.
El college ha tenido una larga tradición con el norte de Inglaterra, en parte debido a su fundador. Eglesfield es un pueblo del condado de Cumberland. Esto se vio reforzado durante muchos años hasta hace relativamente poco tiempo por el gran número de Becas Hastings dadas a hombres de 20 escuelas en Yorkshire, Cumberland y Westmorland. Estudiantes de postgrado de las Universidades de Bradford, Hull, Leeds, Sheffield, o Cork todavía pueden pedir una Beca Señor Hastings. Una de las más famosas fiestas del College es el Boar's Head Gaudy, que originalmente fue la cena de Navidad para los miembros del College que no podía regresar a sus hogares al norte de Inglaterra durante las vacaciones de Navidad, pero ahora es una fiesta para antiguos miembros del college que se celebra el sábado antes de Navidad.

## Biblioteca

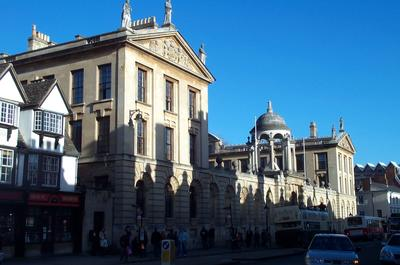
El Queen's College.

El Queen’s College tiene una de las mejores colecciones de libros de Oxford. La actual biblioteca se compone de alrededor de 50.000 volúmenes. Se hacen aprovisionamientos extensivos de libros, a menudo mediante la compra de múltiples copias de títulos que tienen mucha demanda. Hay también una excelente colección de periódicos y una gran y cada vez mayor colección de recursos multimedia.
La Upper Library (Biblioteca Superior) está considerada como una de las salas más delicadas de Oxford y ha sido el foco de atención del College desde su construcción a finales del siglo XVII. Esta biblioteca permanece siendo una sala de lectura para estudiantes y es única en este aspecto en la Universidad.
El College tiene una de las más grandes y diversas colecciones de libros raros en Oxford, con unos 100.000 ejemplares.

## La capilla del college
La Capilla del College es famosa por su excelente órgano Frobenius de la galería oeste. Fue instalado en 1965, reemplazando a un órgano Rushworth y Dreaper de 1931. La primera mención de un órgano data de 1826. El Coro ha sido particularmente exitoso y ha estado muy ocupado en los últimos años, y ha establecido una reputación como uno de los más notables coros de voces mixtas de Oxford. Es uno de los más notables edificios de Oxford y su estructura se ha mantenido sin cambios desde que fue consagrada por el Arzobispo de York en 1719.